# Gustav Adolf Würfel
Gustav Adolf Würfel (ur. 3 kwietnia 1866 w Jezierniku, zm. 25 lutego 1908) – naczelnik gminy Pruszcz (Praust).
Z zawodu siodlarz, zakupił w 1892 roku warsztat siodlarski w Pruszczu, w którym pracował jako czeladnik. 
21 grudnia 1897 r. został wybrany na funkcję naczelnika gminy Pruszcz, którą to funkcję sprawował przez prawie dwie kadencje.

## Działalność naczelnika gminy Pruszcz (Praust)
Działalność Würfla to okres decydujących inwestycji infrastrukturalnych, zmieniających obraz miejscowości z charakteru wiejskiego na małomiejski.
Szczególną zasługą było to, że tak duże inwestycje, obejmujące rozbudowę infrastruktury drogowej i pieszej, nasadzenia drzew, oświetlenie ulic, przeprowadzone zostały bez obciążania kieszeni podatników. 
W trakcie pełnienia funkcji naczelnika gminy wybrany został także do rady powiatu. Fakt ten potrafił wykorzystać umiejętnie lobbując na rzecz swojej gminy. 
W roku 1903 Würfel został wybrany na kolejną 6-letnią kadencję, poświęcił ją na kontynuowanie swoich wcześniejszych projektów, zmiany charakteru wiejskiego na małomiejski Pruszcza. 
Doceniając jego wkład w rozwój Pruszcza, dzisiejszej ulicy Wojska Polskiego w okresie II Rzeszy nadano nazwę Würfelstraße.